# 维德拉科
维德拉科（義大利語：Vidracco），是意大利都灵省的一个市镇。总面积3平方公里，人口545人，人口密度181.7人/平方公里（2009年）。ISTAT代码为001298。